# Rafael Garza Gutiérrez
Rafael Garza Gutiérrez (13 dicembre 1896 – 17 febbraio 1974) è stato un allenatore di calcio e calciatore messicano, di ruolo difensore.

## Carriera
Con la Nazionale messicana ha preso parte ai Mondiali 1930.